# Schweiz i olympiska sommarspelen 1960
Schweiz deltog med 149 deltagare vid de olympiska sommarspelen 1960 i Rom. Totalt vann de tre silvermedaljer och tre bronsmedaljer.

## Medaljer

### Silver
- Gustav Fischer - Ridsport, dressyr.
- Hans Schwarzenbach, Anton Bühler, Rudolf Günthardt och Rolf Ruff - Ridsport, fälttävlan.
- Hans Rudolf Spillmann - Skytte.

### Brons
- Anton Bühler - Ridsport, fälttävlan.
- Ernst Hürlimann och Rolf Larcher - Rodd, dubbelsculler.
- Henri Copponex, Pierre Girard och Manfred Metzger - Segling.